# Karl Jenkins
Karl William Jenkins (n. 17 februarie 1944) este un muzician și compozitor galez. Jenkins a fost declarat ofițer al Order of the British Empire în Lista de Onoruri a Anului Nou pe anul 2005. Fost membru al formației Soft Machine.

## Albume
- Adiemus: Songs of Sanctuary
- Adiemus II: Cantata Mundi
- Adiemus III: Dances of Time
- Adiemus IV: The Eternal Knot
- Adiemus V: Vocalise
- Adiemus Colores – Karadaglic/Villazon/Flores, 2013 Deutsche Grammophon
- Motets – Polyphony / Stephen Layton, 2014 Deutsche Grammophon